# أكين كوش
أكين كوش (مواليد 21 يونيو 1992) هو ممثل تلفزيوني وسينمائي تركي.

## النشأة
درس كوتش إدارة الأعمال في جامعة بيلجي باسطنبول وعلم اجتماع التعليم المفتوح. تخرج في المسرح من أكاديمية بوتشوك للفنون، وتلقى دروسًا من ألتان جوردوم ووحيدة برجين.

## أدواره
حصل أكين كوش علي دوره الأول في المسلسل التلفزيوني الخيالي سأعطيك سرًا حيث لعب دور شاب يتمتع بقوة الاختفاء يُدعى تيلكي - كيفانش جوندوجو. كان هذا الدور بمثابة إنجاز كبير مع شريكته دمت أوزدمير. لعب دور سيفي يسار في المسلسل التلفزيوني اسمي جولتيب. فيلمه الأول كان ما تبقى منك لي، وهو مقتبس من الفيلم الكوري حب المليونير الأول. بعد فترة، لعب دور الجندي ذو العين الواحدة «محمد» في الفيلم البريطاني علي ونينو، والذي لعب فيه كل من ماريا فالفيردي وآدم بكري دور البطولة. عرض الفيلم لأول مرة في مهرجان صندانس السينمائي. حظي أكين كوش باهتمام عالمي لأداءوه دور السلطان أحمد الأول، السلطان الرابع عشر للإمبراطورية العثمانية، في المسلسل التلفزيوني حريم السلطان: السلطانة كوسم، الذي يستند إلى قصة حقيقية. في عام 2017، شارك في المسلسل التلفزيوني أسرار الحياة حيث لعب دور المخرج السينمائي الناجح بوراك أوزر، الذي لديه قصة حب عاطفية ولكن صعبة مع سهير كوزغون، المحامية التي التقى بها أثناء دراسته الجامعية. كما لعب شخصية كان في الحلقة الرابعة من المسلسل التلفزيوني يوز الذي تم بثه على الإنترنت هناك مسلسل اخر اسمه ثلاث قروش